# Кастанье (Франция)
Кастанье (фр. Castagniers) — коммуна на юго-востоке Франции в регионе Прованс — Альпы — Лазурный берег, департамент Приморские Альпы, округ Ницца, кантон Туррет-Леванс. До марта 2015 года коммуна административно входила в состав упразднённого кантона Левенс (округ Ницца).
Площадь коммуны — 7,52 км², население — 1478 человек (2006) с устойчивой тенденцией к росту: 1540 человек (2012), плотность населения — 204,8 чел/км².

## Население
Население коммуны в 2011 году составляло — 1542 человека, а в 2012 году — 1540 человек.
| 1962 | 1968 | 1975 | 1982 | 1990 | 1999 | 2006 | 2008 | 2011 | 2012 |
| ---- | ---- | ---- | ---- | ---- | ---- | ---- | ---- | ---- | ---- |
| 692  | 820  | 958  | 1076 | 1229 | 1359 | 1478 | 1511 | 1542 | 1540 |

Динамика численности населения:

## Экономика
В 2010 году из 1003 человек трудоспособного возраста (от 15 до 64 лет) 726 были экономически активными, 277 — неактивными (показатель активности 72,4 %, в 1999 году — 71,2 %). Из 726 активных трудоспособных жителей работали 684 человека (370 мужчин и 314 женщин), 42 числились безработными (16 мужчин и 26 женщин). Среди 277 трудоспособных неактивных граждан 94 были учениками либо студентами, 100 — пенсионерами, а ещё 83 — были неактивны в силу других причин.
На протяжении 2010 года в коммуне числилось 597 облагаемых налогом домохозяйств, в которых проживало 1514,5 человек. При этом медиана доходов составила 22 тысячи 426 евро на одного налогоплательщика.